# Soccorso rosso (generico)
Con Soccorso rosso si indicano genericamente più strutture organizzative eterogenee, prevalentemente attive in Europa a partire dagli anni '70, che forniscono assistenza legale, finanziaria e organizzativa a militanti della sinistra extraparlamentare, latitanti, in fuga o in stato di arresto.
Il nome di tutte si ispira all'originaria organizzazione Soccorso rosso internazionale, legata all'Internazionale Comunista esistente prima della seconda guerra mondiale.

## In Italia
Con questa denominazione, nell'area dell'estrema sinistra, nacquero varie organizzazioni, molto attive durante gli anni di piombo spesso create per scopi specifici, per seguire determinati casi giudiziari e carcerari; queste ebbero varie denominazioni spesso informali e legate alla località dove prestavano la loro opera.
Tra gli altri nomi:
- Soccorso rosso militante
- Soccorso rosso milanese
- Soccorso rosso napoletano
- Soccorso rosso romano
- Soccorso rosso proletario.

L'assistenza andava in certi casi oltre a quella legale ai detenuti politici, con attività di assistenza legale a detenuti comuni e favorendo la fuga all'estero di ricercati per reati di opinione.
Queste organizzazioni scomparvero quasi del tutto durante gli anni del "riflusso".
Attualmente, anni 2000, sono presenti nuove organizzazioni che hanno ripreso il nome e che attuano ancora qualche intervento, tramite una sede svizzera.
Un tentativo di ricostituzione di un movimento di solidarietà e sostegno ai detenuti per reati a sfondo politici si è verificato nel 2007 in occasione del processo a carico dei membri del Partito Comunista Politico-Militare arrestati il 12 febbraio 2007. Subito dopo gli arresti nei vari cortei della sinistra antagonista (già il 17 febbraio 2007 durante il grande corteo contro la nuova base militare americana Dal Molin a Vicenza) cominciarono a circolare striscioni con il simbolo del Soccorso Rosso (una stella dentro le sbarre di una cella), e con la scritta «Libertà per i compagni».